# Erwin Chargaff
Pour les articles homonymes, voir Erwin et Chargaff.
Erwin Chargaff était un biochimiste autrichien naturalisé américain en 1940, né le 11 août 1905 à Czernowitz (à l'époque en Autriche-Hongrie, actuellement  Tchernivtsi, en Ukraine) et décédé le 20 juin 2002 à New York.
À l'aide de méthodes expérimentales rigoureuses, Chargaff a découvert les deux règles qui portent son nom et qui ont joué un rôle essentiel dans la découverte de la structure en double hélice de l'ADN. La composition en bases puriques et pyrimidiques de l'ADN varie d'un organisme à l'autre, mais les rapports A/T (adénine/thymine) et G/C (guanine/cytosine) sont quasiment égaux et proches de 1.
Après que Francis Crick, James Watson et Maurice Wilkins eurent reçu en 1962 le Prix Nobel de physiologie pour leurs travaux sur la découverte de la structure en double hélice de l'ADN, Chargaff a quitté son laboratoire et s'est plaint auprès de la communauté scientifique de n'avoir pas vu son rôle reconnu. Avec la défunte Rosalind Franklin, Chargaff avait apporté une contribution majeure à cette découverte. En fait, 23 autres scientifiques avaient contribué de manière significative à l'élucidation de la structure en double hélice, qui n'ont pas été récompensés pour leurs travaux. Ainsi, seules les personnes du « haut de la pyramide » furent reconnues comme des génies et les autres, oubliées,[réf. nécessaire].